# Notomegabalanus wilsoni
Notomegabalanus wilsoni is een zeepokkensoort uit de familie van de Balanidae. De wetenschappelijke naam van de soort is voor het eerst geldig gepubliceerd in 1969 door Zullo.